# Atractodes fennoscandicus
Atractodes fennoscandicus là một loài tò vò trong họ Ichneumonidae.